# Sân bay Umeå
Sân bay Umeå (IATA: UME, ICAO: ESNU), là một sân bay nằm cách 4 km về phía nam của Umeå, Thụy Điển.
Sân bay Umeå là sân bay lớn thứ 2 ở Bắc Thụy Điển (Norrland), lớn thứ 6 ở Thụy Điển. Năm 2007, đã có 810.704 lượt khách thông qua.

## Các hãng hàng không và các tuyến điểm
- flyNordic (Stockholm-Arlanda)
- Malmö Aviation (Gothenburg-Landvetter, Stockholm-Bromma)
- Nordic Regional (Luleå, Östersund)
- Scandinavian Airlines (Stockholm-Arlanda)
- Umeåflyg
  - do Norwegian Air Shuttle cung ứng (Stockholm-Arlanda)